# Дзилин (град)
Дзилин е град в провинция Дзилин, Североизточен Китай. Дзилин е с население от 1 985 000 жители, а населението на целия административен район, който включва и града е 4 413 157 жители. Телефонният му код е 0411. Намира се в часова зона UTC+8. МПС кодът му е 吉B.

## Побратимени градове
- Волгоград (Русия)
- Йостершунд (Швеция)
- Находка (Русия)
- Спокан (Вашингтон, САЩ)
- Черкаси (Украйна)